# Пешково (Сумская область)
Пешково (укр. Пішкове) — село,
Зиновский сельский совет,
Путивльский район,
Сумская область,
Украина.
Код КОАТУУ — 5923882808. Население по переписи 2001 года составляло 16 человек .

## Географическое положение
Село Пешково находится на правом берегу реки Сейм,
выше по течению на расстоянии в 1,5 км расположено село Харевка,
ниже по течению на расстоянии в 1 км расположено село Латышовка,
на противоположном берегу — село Скуносово.
На расстоянии в 0,5 км расположено село Солнцево.
Река в этом месте извилистая, образует лиманы, старицы и заболоченные озёра.
Рядом проходит автомобильная дорога Т-1908.

## Экономика
- Птице-товарная ферма.